# Харачерите
Харачèрите е село в Северна България, община Габрово, област Габрово.

## География
Село Харачерите се намира на около 8 km североизточно от областния център град Габрово, 9 km югозападно от град Дряново и 9 km северозападно от град Трявна. Разположено е в западните разклонения на Габровските височини, върху терен с раздвижен релеф по полегатия източен долинен склон на река Андъка, която е ляв приток на Дряновска река. На около 400 m югозападно извън границите на селото се намира гара Съботковци на второстепенната железопътна линия Царева ливада – Габрово, разклонение на главната железопътна линия № 4 Русе – Подкова. Общинският път до Харачерите е северно отклонение от третокласния републикански път III-5524, водещ от село Донино на югоизток до село Боженците.
Надморската височина в границите на селото варира между 430 m в северозападния край и 530 m – в югоизточния, а в центъра му при читалището е около 503 m.
Населението на Харачерите, наброявало 125 души към 1934 г., намалява до 30 към 1985 г., а към 2019 г. наброява (по текущата демографска статистика за населението) 25 души.

## История
През 1995 г. дотогавашното населено място колиби Харачерите придобива статута на село..
В село Харачерите към 2020 г. има действащо читалище „Зора“ („Зора – 1929“).

## Население
Преброяване на населението през 2011 г.
Численост и дял на етническите групи според преброяването на населението през 2011 г.:
|                     | Численост | Дял (в %) |
| Общо                | 32        | 100,00    |
| Българи             | 32        | 100,00    |
| Турци               | 0         | 0,00      |
| Цигани              | 0         | 0,00      |
| Други               | 0         | 0,00      |
| Не се самоопределят | 0         | 0,00      |
| Неотговорили        | 0         | 0,00      |

## Галерия
- Входната табела на село Харачерите
- Сградата на читалище Заря